# Função de massa inicial
Em astronomia, a função de massa inicial (FMI, abreviada na literatura em inglês como IMF, de initial mass function) é uma função empírica que descreve a distribuição inicial de massas para uma população de estrelas durante a formação estelar.  FMI não apenas descreve a formação e evolução de estrelas individuais, mas também serve como um elo importante que descreve a formação e evolução de galáxias.
A FMI é frequentemente apresentada como uma função de densidade de probabilidade (FDP) que descreve a probabilidade de uma estrela ter uma certa massa durante sua formação.  Difere da função de massa de tempo presente (FMTP, abreviada na literatura em inglês como PDMF, de present-day mass function), a qual descreve a distribuição atual das massas de estrelas, como gigantes vermelhas, anãs brancas, estrelas de nêutrons e buracos negros, após algum tempo de evolução longe das estrelas da sequência principal e após uma certa perda de massa.  Como não existem aglomerados jovens de estrelas suficientes para o cálculo de FMI, FMTP é usado em vez disso e os resultados são extrapolados de volta para FMI.  FMI e FMTP pode ser vinculadas através da "função de criação estelar".  A função de criação estelar é definida como o número de estrelas por unidade de volume de espaço em uma faixa de massa e um intervalo de tempo. Para todas as estrelas da sequência principal têm tempos de vida maiores que a galáxia, FMI e FMTP são equivalentes. Similarmente, FMI e FMTP são equivalentes nas anãs marrons devido ao seu tempo de vida ilimitado.
As propriedades e a evolução de uma estrela estão intimamente relacionadas com a sua massa, por isso a FMI é uma importante ferramenta de diagnóstico para astrônomos que estudam grandes quantidades de estrelas.  Por exemplo, a massa inicial de uma estrela é o principal fator para determinar sua cor, luminosidade, raio, espectro de radiação e quantidade de materiais e energia que emitiu para o espaço interestelar durante sua vida.  Em massas baixas, o FMI define o somatório de  massa da Via Láctea e o número de objetos subestelares que se formam.  Em massas intermediárias, a FMI controla o enriquecimento químico do meio interestelar. Em massas elevadas, a FMI define o número de colapsos do núcleo de supernovas que ocorrem e, portanto, o feedback da energia cinética.
A FMI é relativamente invariante de um grupo de estrelas para outro, embora algumas observações sugiram que o FMI é diferente em ambientes diferentes, e potencialmente dramaticamente diferente nas primeiras galáxias.

## Desenvolvimento

Função de massa inicial. O eixo vertical na verdade não é ξ(m)Δm, mas uma versão em escala de ξ(m). Para m >, ela é (m/)^{−2.35}.

A massa de uma estrela só pode ser determinada diretamente aplicando a terceira lei de Kepler para um sistema de estrela binária.  No entanto, o número de sistemas binários que podem ser observados diretamente é baixo, portanto não há amostras suficientes para estimar a função de massa inicial. Portanto, a função de luminosidade estelar é usada para derivar uma função de massa (uma função de massa de tempo presente, FMTP) aplicando relação massa-luminosidade.  A função de luminosidade requer determinação precisa de distâncias, e a maneira mais direta é medir paralaxe estelar dentro de 20 parsecs da Terra.  Embora distâncias curtas produzam um número menor de amostras com maior incerteza de distâncias para estrelas com magnitudes fracas (com magnitude > 12 na banda visual), isso reduz o erro de distâncias para estrelas próximas e permite determinação precisa de sistemas estelares binários.  Como a magnitude de uma estrela varia com a sua idade, a determinação da relação massa-luminosidade também deve levar em conta a sua idade. Para estrelas com massas acima de 0.7 M☉, são necessários mais de 10 mil milhões de anos para que a sua magnitude aumente substancialmente. Para estrelas de baixa massa abaixo de 0.13 M☉, toma 5 × 108 anos para alcançar estrelas da sequência principal.
Uma FMI é frequentemente declarado em termos de uma série de leis de potência, onde {\displaystyle N(m)\mathrm {d} m} (às vezes também representada como {\displaystyle \xi (m)\Delta m}), o número de estrelas com massas na faixa {\displaystyle m} a {\displaystyle m+\mathrm {d} m} dentro de um volume específico de espaço, é proporcional a {\displaystyle m^{-\alpha }}, onde {\displaystyle \alpha } é um expoente adimensional.
As formas comumente usadas do FMI são a lei de potência truncada de Kroupa (2001) e a log-normal de Chabrier (2003).

### Salpeter (1955)
Edwin E. Salpeter foi o primeiro astrofísico que tentou quantificar o FMI aplicando a lei de potência em suas equações.  Seu trabalho é baseado em estrelas semelhantes ao Sol que podem ser facilmente observadas com grande precisão.  Salpeter definiu a função de massa como o número de estrelas em um volume de espaço observado em um momento conforme o intervalo de massa logarítmico.  Seu trabalho permitiu que um grande número de parâmetros teóricos fossem incluídos na equação, ao mesmo tempo que convergia todos esses parâmetros em um expoente de {\displaystyle \alpha =2.35}.  A FMI de Salpeter é
{\displaystyle \xi (m)\Delta m=\xi _{0}\left({\frac {m}{M_{\odot }}}\right)^{-2.35}\left({\frac {\Delta m}{M_{\odot }}}\right).}
onde {\displaystyle \xi _{0}} é uma constante relativa à densidade estelar local.

### Miller–Scalo (1979)
Glenn E. Miller e John M. Scalo ampliou o trabalho de Salpeter, por sugerir que a FMI "achatada" ({\displaystyle \alpha \rightarrow 0}) quando as massas estelares caírem abaixo de 1 M☉.

### Kroupa (2002)
Pavel Kroupa manteve {\displaystyle \alpha =2.3} entre 0.5–1.0 M☉, mas introduziu {\displaystyle \alpha =1.3} entre 0.08–0.5 M☉ e {\displaystyle \alpha =0.3} abaixo de 0.08 M☉. Acima de 1 M☉, corrigindo para estrelas binárias não resolvidas também adiciona um quarto domínio com {\displaystyle \alpha =2.7}.

### Chabrier (2003)
Chabrier deu a seguinte expressão para a densidade de estrelas individuais no disco galáctico, em unidades de pc−3:
{\displaystyle \xi (m)={\frac {0.158}{m\ln(10)}}\exp \left[-{\frac {(\log(m)-\log(0.08))^{2}}{2\times 0.69^{2}}}\right]\quad {\text{ for }}m<1,}
Esta expressão é log-normal, o que significa que o logaritmo da massa segue uma distribuição Gaussiana até 1 M☉.
Para sistemas estelares (ou seja, binários), ela dá:
{\displaystyle \xi (m)={\frac {0.086}{m\ln(10)}}\exp \left[-{\frac {(\log(m)-\log(0.22))^{2}}{2\times 0.57^{2}}}\right]\quad {\text{ for }}m<1}

## Inclinação
A função de massa inicial é normalmente representada graficamente em uma escala logarítmica de log(N) vs log(m).  Esses gráficos fornecem linhas aproximadamente retas com inclinação Γ igual a 1–α.  Por isso Γ é frequentemente chamada de inclinação da função de massa inicial.  A função de massa atual, para a formação coeva, tem a mesma inclinação, exceto que ocorre em massas mais altas que evoluíram para longe da sequência principal.

### Incertezas
Existem grandes incertezas em relação à região subestelar.  Em particular, a suposição clássica de uma única FMI cobrindo toda faixa de massa subestelar e estelar está sendo questionado, em favor de uma FMI de dois componentes para explicar possíveis modos de formação diferentes para objetos subestelares — um FMI cobrindo anãs marrons e estrelas de massa muito baixa, e outro variando desde as anãs marrons de maior massa até as mais estrelas massivas.  Isto leva a uma região de sobreposição aproximadamente entre 0.05–0.2 M☉ onde ambos os modos de formação podem ser responsáveis por corpos nesta faixa de massa.

### Variação
A possível variação do FMI afeta a nossa interpretação dos sinais das galáxias e a estimativa da história da formação estelar cósmica portanto é importante considerar.
Em teoria, a FMI deveria variar de acordo com as diferentes condições de formação de estrelas.  A temperatura ambiente mais alta aumenta a massa das nuvens de gás em colapso (massa de jeans); a menor metalicidade do gás reduz a pressão de radiação, tornando assim o acréscimo do gás mais fácil, ambos levam à formação de estrelas mais massivas em um aglomerado de estrelas.  A FMI em toda a galáxia pode ser diferente da FMI em escala de aglomerado de estrelas e pode mudar sistematicamente com a história de formação estelar da galáxia.
As medições do universo local onde estrelas únicas podem ser resolvidas são consistentes com um IMF invariante mas a conclusão sofre de grande incerteza de medição devido ao pequeno número de estrelas massivas e dificuldades em distinguir sistemas binários de estrelas individuais.  Assim, o efeito de variação do IMF não é suficientemente proeminente para ser observado no universo local. No entanto, um recente levantamento fotométrico ao longo do tempo cósmico sugere uma variação potencialmente sistemática do IMF com elevado desvio para o vermelho.
Sistemas formados em épocas muito anteriores ou mais distantes da vizinhança galáctica, onde a atividade de formação estelar pode ser centenas ou mesmo milhares de vezes mais intensa do que a atual Via Láctea, podem fornecer uma melhor compreensão. Tem sido consistentemente relatado tanto para aglomerados de estrelas e galáxias que parece haver uma variação sistemática da FMI.  No entanto, as medições são menos diretas.  Para aglomerados de estrelas, a FMI pode mudar ao longo do tempo devido à complicada evolução dinâmica.